# Castellar Guidobono
Castellar Guidobono (Ël Castlà Guidbòu in dialetto tortonese) è un comune italiano di 420 abitanti della provincia di Alessandria in Piemonte.
Il comune è situato tra i torrenti Grue e Curone, sulle estreme pendici collinari della valle di quest'ultimo.

## Storia
Legata al comune di Tortona, di cui seguì le sorti, fu feudo dei Guidobono Cavalchini di Monleale, da cui deriva il nome.
La prima traccia storica del borgo risale al 5 novembre 979, in cui un diploma dell'imperatore Ottone II assegna al cancelliere Gerberto la giurisdizione della città di Tortona fino al Castello degli Squarzoni, dove Castello va inteso come castrum, cioè luogo fortificato, mentre Squarzonum si riferisce alla famiglia feudataria dell'epoca, gli Squarzoni di Tortona.
All'inizio del XVI secolo, quando il ducato di Milano viene conquistato dai francesi, i vicini viguzzolesi, di fede Guelfa, quasi distruggono il borgo, come vendetta verso i feudatari ghibellini di Castellaro.

### Simboli
Lo stemma del comune di Castellar Guidobono è stato concesso con decreto del presidente della Repubblica del 4 luglio 1956.
La composizione dello scudo si ispira al blasone della famiglia Guidobono Cavalchini che era: fasciato d'azzurro e d'oro; col capo del secondo, caricato di un'aquila coronata di nero.

## Società

### Evoluzione demografica
Abitanti censiti

## Infrastrutture e trasporti
Tra il 1889 e il 1934 Castellar Guidobono fu servito dalla tranvia Tortona-Monleale.

## Amministrazione
Di seguito è presentata una tabella relativa alle amministrazioni che si sono succedute in questo comune.
| Periodo          | Periodo        | Primo cittadino           | Partito                     | Carica  | Note   |
| ---------------- | -------------- | ------------------------- | --------------------------- | ------- | ------ |
| 23 febbraio 1987 | 28 maggio 1990 | Franco Gilardenghi        | Partito Liberale Italiano   | Sindaco | [ 10 ] |
| 28 maggio 1990   | 22 giugno 1993 | Franco Gilardenghi        | -                           | Sindaco | [ 10 ] |
| 29 giugno 1993   | 24 aprile 1995 | Maurizio Stringa          | Partito Socialista Italiano | Sindaco | [ 10 ] |
| 24 aprile 1995   | 14 giugno 1999 | Maurizio Stringa          | centro                      | Sindaco | [ 10 ] |
| 14 giugno 1999   | 14 giugno 2004 | Maurizio Stringa          | lista civica                | Sindaco | [ 10 ] |
| 14 giugno 2004   | 8 giugno 2009  | Stefano Arrigone          | lista civica                | Sindaco | [ 10 ] |
| 8 giugno 2009    | 25 maggio 2014 | Stefano Arrigone          | lista civica                | Sindaco | [ 10 ] |
| 9 giugno 2014    | 14 giugno 2019 | Stefano Arrigone          | lista civica: noi x voi     | Sindaco | [ 10 ] |
| 14 giugno 2019   | 9 giugno 2024  | Maria Angela Battegazzore | lista civica                | Sindaco | [ 10 ] |
| 9 giugno 2024    | in carica      | Maria Angela Battegazzore | lista civica                | Sindaco | [ 10 ] |